# فيرنر ماير
فيرنر ماير (بالألمانية: Heinz-Werner Meyer) (و. 1932 – 1994 م) هو سياسي، من ألمانيا، كان عضوًا في الحزب الديمقراطي الاجتماعي الألماني، توفي عن عمر يناهز 62 عاماً.

## مناصب
تولى منصب عضو البرلمان الألماني.

## روابط خارجية
- فيرنر ماير على موقع مونزينجر (الألمانية)